# Vliegbasis van Capaccio
De vliegbasis van Capaccio is een verlaten militaire vliegbasis in Zuid-Italië, ongeveer 7 km ten westen van Capaccio. De precieze locatie is onbekend.
De vliegbasis werd gebruikt door de Twelfth Air Force 27th Fighter Bomber Group van de United States Army Air Forces tussen september en november 1943. Zij vlogen daar A-36 Apaches tijdens de Italiaanse Veldtocht. Vanaf Capaccio bestookten de door deze eenheid ondersteunde grondtroepen de vijandige bevoorradingslinies, patrouilleerden de stranden en boden dekking tegen invallende troepen bij de haven van Salerno.
De basis werd ontmanteld toen de 27th Fighter Bomber Group naar de luchthaven Salerno Costa d'Amalfi in midden-Italië trok. Vandaag de dag is de precieze locatie van het vliegveld onbekend, omdat de landbouw het landschap heeft overgenomen en geen aanwijzingen voor zijn bestaan over zijn.